# 特列季亞科沃區

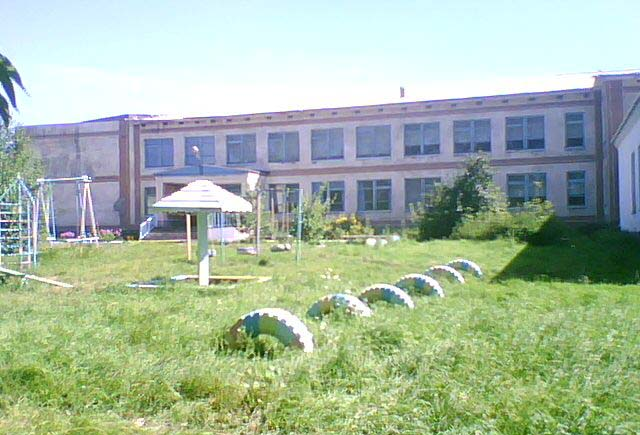

特列季亞科沃區（俄语：Третьяковский район），是俄羅斯的一個區，位於該國南部，由阿爾泰邊疆區負責管轄，面積1,998平方公里，2010年人口14,197，人口密度每平方公里7.11人。